# Lamyra perrara
Lamyra perrara är en tvåvingeart som beskrevs av Pavel Lehr 1991. Lamyra perrara ingår i släktet Lamyra och familjen rovflugor. Inga underarter finns listade i Catalogue of Life.